# San Pedro (Laguna)
San Pedro (Tagalog: Bayan ng San Pedro) ist eine philippinische Stadtgemeinde in der Provinz Laguna, in der Verwaltungsregion IV, Calabarzon. Sie hat 325.809 Einwohner (Zensus 1. August 2015), die in 20 Barangays lebten. Sie wird als Gemeinde der ersten Einkommensklasse auf den Philippinen und als hoch urbanisiert eingestuft.
San Pedro liegt im Nordwesten der Provinz Laguna, am größten Süßwassersee der Philippinen, dem Laguna de Bay. Die Nachbargemeinden sind Muntinlupa City im Norden, Biñan City im Süden, General Mariano Alvarez und Dasmariñas im Westen. Die Topographie der Stadt ist gekennzeichnet durch ausgedehnte Flachländer. Die Gemeinde liegt ca. 35 km südlich der Hauptstadtregion Metro Manila und ist über den South Luzon Expressway erreichbar.
In der Gemeinde befindet sich ein Campus der Polytechnic University of the Philippines.

## Baranggays
| - Bagong Silang - Cuyab - Estrella - G.S.I.S. - Landayan - Langgam - Laram - Magsaysay - Nueva - Población | - Riverside - San Antonio - San Roque - San Vicente - Santo Niño - United Bayanihan - United Better Living - Sampaguita Village - Calendola - Narra |

## Weblink
- Informationen der Philippine Statistics Authority über San Pedro